# Matelea linearipetala
Matelea linearipetala är en oleanderväxtart som beskrevs av Alain H. Liogier. Matelea linearipetala ingår i släktet Matelea och familjen oleanderväxter. Inga underarter finns listade i Catalogue of Life.